# Louis Duchesne
Louis Duchesne (n. 13 septembrie 1843, Saint-Servan, Ille-et-Vilaine, Franța - d. 21 aprilie 1922, Roma), pe numele său complet: Louis-Marie-Olivier, Duchesne, teolog și istoric francez.

## Biografie
S-a născut dintr-o familie de pescari bretoni; tatăl său s-a și pierdut pe mare la câțiva ani după nașterea sa. Deși orfan, Louis a studiat mai întâi la Colegiul Saint-Servan, iar apoi la Seminarul mic din Saint-Méen și la Colegiul Saint-Charles de Saint-Brieuc.
După o scurtă ezitare, dacă să facă sau nu o carieră științifică, s-a decis și a intrat în Seminarul mare (cu grad universitar) din Saint-Brieuc, de unde mai apoi a fost trimis în Italia, la Roma, să-și desăvârșească studiile teologice. La întoarcerea în Franța, în 1867, a fost hirotonit preot. Din același an până în 1871, a activat profesor la Colegiul Saint-Charles din Saint-Brieuc. În 1871 s-a transferat la Paris ca să urmeze cursurile la L'École des Carmes și la L'École des hautes études.
În 1873 a fost numit membru al Școlii franceze de la Roma, care chiar în acea perioadă se organiza ca secție a Școlii franceze de la Atena. Cu acest titlu el a fost însărcinat cu misiuni arheologice în Epir, în Tesalia, la Muntele Athos și în Asia Mică. El, însă, cel s-a dedicat în special istoriei antice a Bisericii (mai ales la Roma și în Galia/Franța), temă pe care a argumentat-o și a susținut-o și în teza lui de doctorat, pe care l-a luat în 1877, la Paris cu cel mai mare succes.
În ciuda refuzului său, în ianuarie 1877 a fost numit la catedra de istorie bisericească la Institutul Catolic, care tocmai fusese creat. Cursurile lui, foarte critice – mai ales cu privire la încreștinarea francilor și la originea Bisericii în Galia –, au provocat dispute aprinse și mari împotriviri, ceea ce l-a și făcut să părăsească catedra de la Facultatea de teologie în 1883 (chiar dacă și după această dată a continuat să țină un curs de istorie bisericească la L'École supérieuré des lettres încă 2 ani; până în 1885).
Din 1887 a predat istorie la L'École des hautes études, mai întâi ca maestru conferențiar, iar  din 1892 ca director al studiilor.
După cum se poate vedea, a fost un istoric „sine ira et studio”. Deși operele sale i-au adus recunoaștere și prețuire (la cele spuse mai pot fi adăugate și faptul că a fost distins cu Legiunea de Onoare; a fost onorat și a lucrat pentru mai multe academii europene, cum ar fi cea din Bonn, din Göttingen, Roma și Torino; a fost onorat cu invitația și vizita din 26 ianuarie 1911 a ilustrului Étienne Lamy ca și în 1920, când mareșalul Lyautey i-a răspuns cu bunăvoință la invitație și l-a vizitat acasă la el), în egală măsură i-au adus neliniște și suferință (aspra judecată din partea ierarhiei bisericești, care i-a considerat opera prea modernistă și i-a pus-o la Index).
A plecat să-l întâlnească pe Domnul, pe care l-a slujit, în ziua de 21 aprilie 1922, la Paris.

## Onoruri
- Membru al Académie des Inscriptions et Belles-Lettres (1888)
- Membru corespondent al Academiei Bavareze de Științe (1890)[12]
- Membru corespondent al Academiei de Științe din Göttingen (1891)
- Membru al Academiei Prusace de Științe (1893)
- Membru al Pontificia Accademia Romana di Archeologia (1901)
- Membru al Academiei Franceze (26 mai 1910)[13]
- Comandor al ordinului Legiunii de onoare (1903)[14]

## Publicații (selecție)
Cele mai importante scrieri ale sale:
- 1) Le Liber Pontificalis en Gaule au VIe siècle; text, introducere și comentariu, 2 vol., apărute în 1886 și 1892. Această operă i-a adus o reputație și o recunoaștere internațională, concretizată cu alegerea lui, în 1888, Membru al Academiei: „L'Académie des Inscriptions et Belles-Lettres”. Tot urmare a acestei consacrări, guvernul l-a numit directorul Școlii franceze de la Roma. În această postură el a exercitat asupra ei o influență enormă chiar până la sfârșitul vieții sale. Pe plan bisericesc, recunoașterea i-a venit din partea papei Leon al XIII-lea, care l-a onorat cu titlul de „protonotar apostolic”, în 1900.
- 2) Les sources du martyrologe hyéronomien, publicat în colecția Acta Sanctorum, vol. II, din nov. 1894. Acesată operă a fost redactată în colaborare cu Giovanni-Batistta Rossi.
- 3) Les Origines du culte chrétien, în 1889, studii asupra liturgiei creștine înainte de epoca lui Carol cel Mare.
- 4) Fastes épiscopeaux de l'ancienne Gaule, operă în 3 vol., apărute în 1894, 1900 și 1915. Această operă a provocat polemici foarte aprinse mai ales din cauza poziției sale critice față de legendele referitoare la originea apostolică a Bisericii din Franța.
- 5) Les Premiers temps de l'État pontifical, în 1898 și acoperă perioada cuprinsă între 757-1073.
- 6) Les origines chrétiennes, cursul său de la Institutul catolic, litografiat în mai multe ediții.
- 7) Histoire ancienne de l'Église, 3 vol., 1906, 1907 și 1910. Această operă i-a apărut în plină criză modernistă și a provocat cea mai drastică reacție: opera i-a fost pusă la Index pe motiv că are multe lacune (niciodată însă n-au fost numite aceste lipsuri) și, în plus, „conține formule provocatoare în ceea ce privește istoria doctrinară” (exprimarea sentinței de condamnare a cărții). Monseniorul Duchesne s-a supus acestei condamnări dureroase, cu smerenie creștinească, mulțumindu-se să spună doar atât: „afirmațiile pot fi sau sunt puțin liberale, eu însă sunt un creștin fidel!” O ediție a acestei opere – cu titlul puțin schimbat: L'Êglise au VIe siécle – i-a apărut abia în 1924, după moartea sa, survenită în 1922. Astăzi opera sa constituie un material de referință.